# نوزاوانا
نوزاوانا (باليابانية: 野沢菜) هي خضروات ورقية يابانية، غالبًا ما تخلل. وهي من نفس نوع اللفت الشائع وأحد أنواع أوراق الخردل اليابانية. يبلغ طول أوراقها حوالي 60-90 سم.
يُعتقد تقليديًا أنه في وقت ما بين عامي 1751 و1764، تم جلب النبات من جبال كيوتو إلى قرية نوزاوا-أونسن بواسطة سيد معبد بوذي كان يعيش في نوزاوا. ومنذ ذلك الحين تمت زراعته حول تلك المنطقة، ومن ثم أطلق عليه اسم نوزاوانا، "نا" تعني الخضار باللغة اليابانية.
يعد مخلل نوزاوانا واحدًا من الأطعمة المحلية الأكثر شيوعًا في محافظة ناغانو. كما أنها تستخدم في أونيغيري.